# David Delay
David Delay – nowozelandzki judoka.
Złoty medalista mistrzostw Oceanii w 1966 i srebrny w 1965. Mistrz kraju w 1964 roku.